# Lipotriches muscosa
Lipotriches muscosa är en biart som först beskrevs av Cockerell 1910.  Lipotriches muscosa ingår i släktet Lipotriches och familjen vägbin. Inga underarter finns listade i Catalogue of Life.

## Bildgalleri

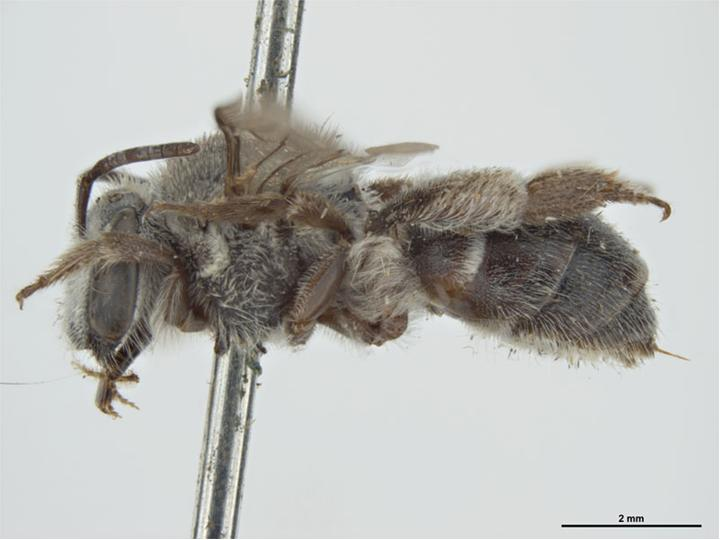
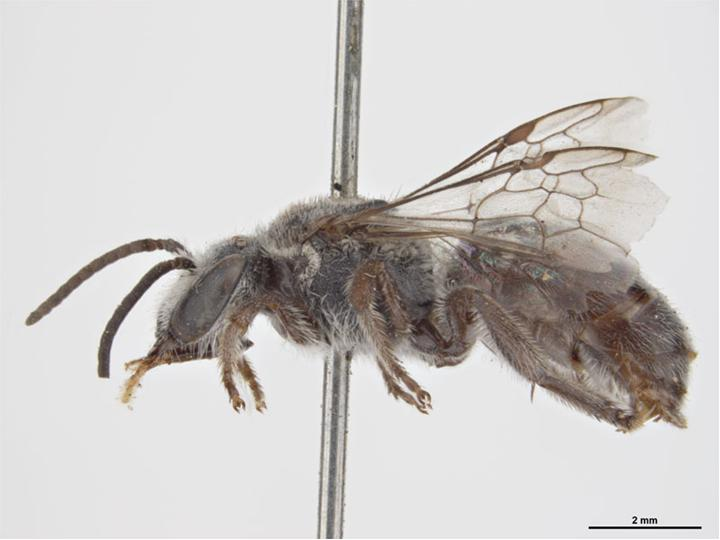